# Onoba candidissima
Onoba candidissima is een slakkensoort uit de familie van de Rissoidae. De wetenschappelijke naam van de soort is voor het eerst geldig gepubliceerd in 1905 door Webster.